# Chrysolina purpurascens
Chrysolina purpurascens es un coleóptero de la familia Chrysomelidae.
Fue descrita científicamente en 1822 por Germar.